# Zeuthens järnvägsstation
Zeuthens järnvägsstation är en station för Berlins pendeltåg linje S8 och S46 som trafikerar stationen i riktning mot Eichwalde samt mot Königs Wusterhausen.